# Chansonnier de Medinaceli
Pour les articles homonymes, voir chansonnier.

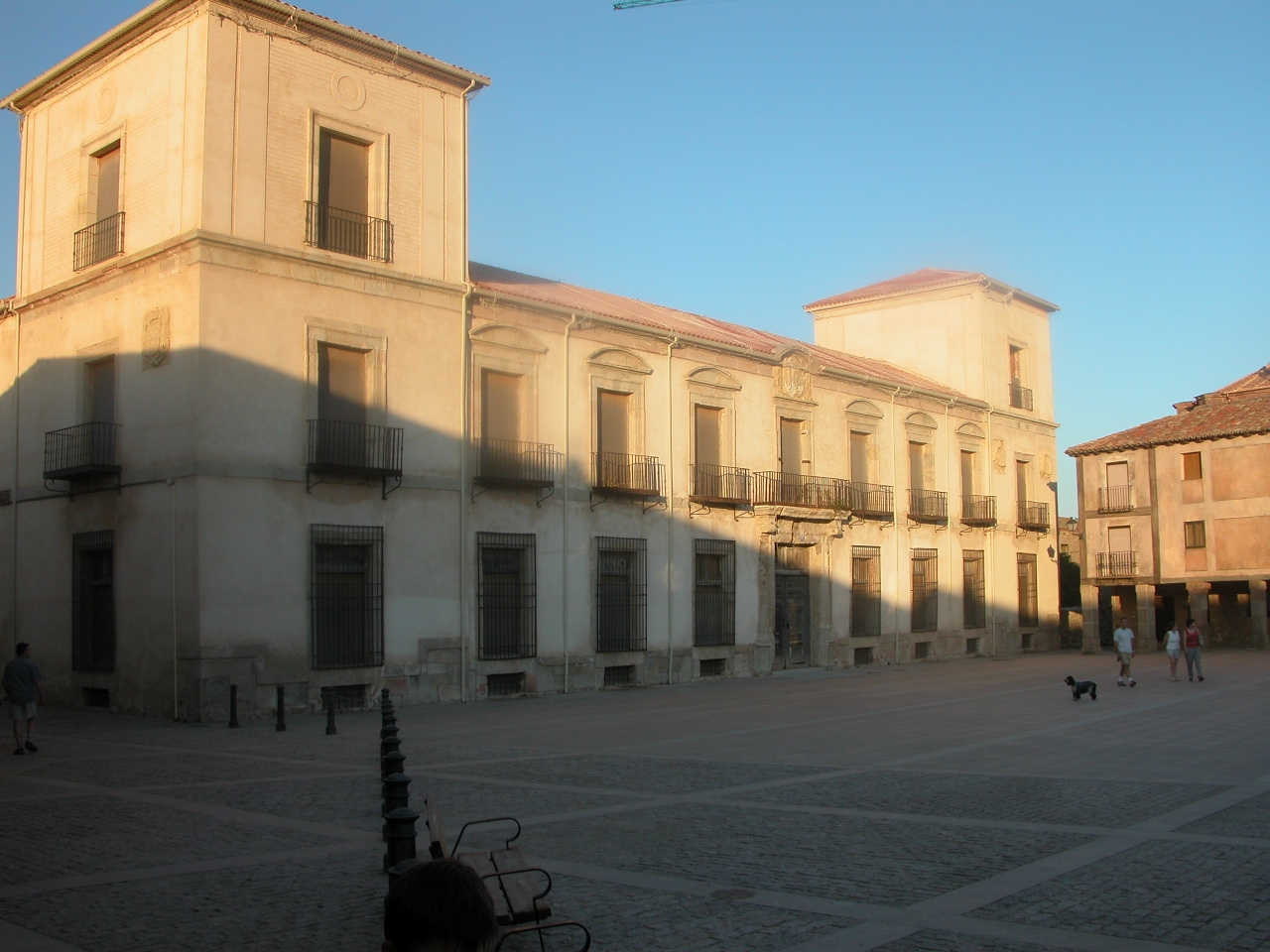
Palais des ducs de Medinaceli, Medinaceli, Soria, Espagne.

Le chansonnier de Medinaceli (en espagnol : Cancionero de Medinaceli ou Cancionero Musical de Medinaceli) est un manuscrit de musique espagnole de la Renaissance. Copié au cours de la seconde moitié du XVIe siècle, il a été conservé dans la bibliothèque des ducs de Medinaceli, d'où son nom. Il s'agit probablement du plus important recueil polyphonique profane espagnol de la Renaissance après le chansonnier de Palacio.